# Monte Cridola
Il monte Cridola (La Crìdule in friulano, Cròde de Medodì in Ladino cadorino) (2.581 m s.l.m. - cima est) è una montagna delle Alpi Orientali (precisamente Dolomiti Friulane e d'Oltrepiave), situato nella zona denominata Oltrepiave a cavallo tra i comuni di Lorenzago di Cadore, Domegge di Cadore e Forni di Sopra.

## Descrizione
I limiti morfo-idrografici naturali e i confini amministrativi appartengono alla provincia di Belluno benché oltre la tacca parte del suo massiccio si trovi in provincia di Udine (comune di Forni di Sopra) all'interno del Parco naturale delle Dolomiti Friulane. Dal 26 giugno 2009, il gruppo del Cridola è stato inserito nella lista del patrimonio mondiale naturale dell'Unesco assieme a tutto il complesso dolomitico.
Il gruppo del monte Cridola che è iscritto nella lista dei siti di importanza comunitaria (SIC - IT3230080) verrebbe drammaticamente coinvolto, qualora il collegamento tra le autostrade A27 (Venezia - Belluno) ed A23 (Palmanova - Tarvisio) dovesse essere realizzato. Infatti, il tracciato proposto avrebbe conseguenze devastanti sull'alto grado di naturalità e singolarità paesaggistica (già riconosciuta dall'UNESCO) violando nel contempo la Convenzione per la protezione delle Alpi ratificata dall'Italia nel 1999 ed entrata in vigore nel marzo 2000. Varie associazioni tra le quali il WWF e Mountain Wilderness Italia. Si oppongono alla realizzazione dei vari tratti di autostrada.

## Alpinismo
Alla cima, raggiunta per la prima volta da Julius Kugy assieme alla guida Pacifico Zandegiacomo Orsolina nel 1884, si arriva da Forni di Sopra partendo dal rifugio Giaf, da Lorenzago attraverso la Valle del Cridola, il sentiero dei Fornate, dal Passo Mauria seguendo il sentiero Olivato che porta al Bivacco Vaccari per poi salire in cima percorrendo un'erta forcella denominata "Tacca" dal versante nord e dal rif. Padova percorrendo la valle Pra di Toro seguendo il sentiero 346 fino a svoltare verso la "Tacca" dal versante sud.

## Escursionismo
Si può arrivare alla cima del monte dal versante friulano partendo dal rifugio Giaf e raggiungendo l’omonima forcella.
Il sentiero si snoda prima tra abeti, poi tra larici e pini mughi ed infine su ghiaione.
Dalla forcella si sale attraverso un ripido ghiaione circondato da spettacolari torrioni e guglie in direzione della tacca che si raggiunge circa in un’ora e mezza.
Tornando indietro si può percorre lo stesso percorso dell’andata al ritroso o si può raggiungere il bivacco Vaccari, situato in un prato pianeggiante circondato dalle pareti dolomitiche con una vista sulle Tre Cime di Lavaredo, sulle Dolomiti di Sesto e sulle Marmarole.

## Galleria d'immagini

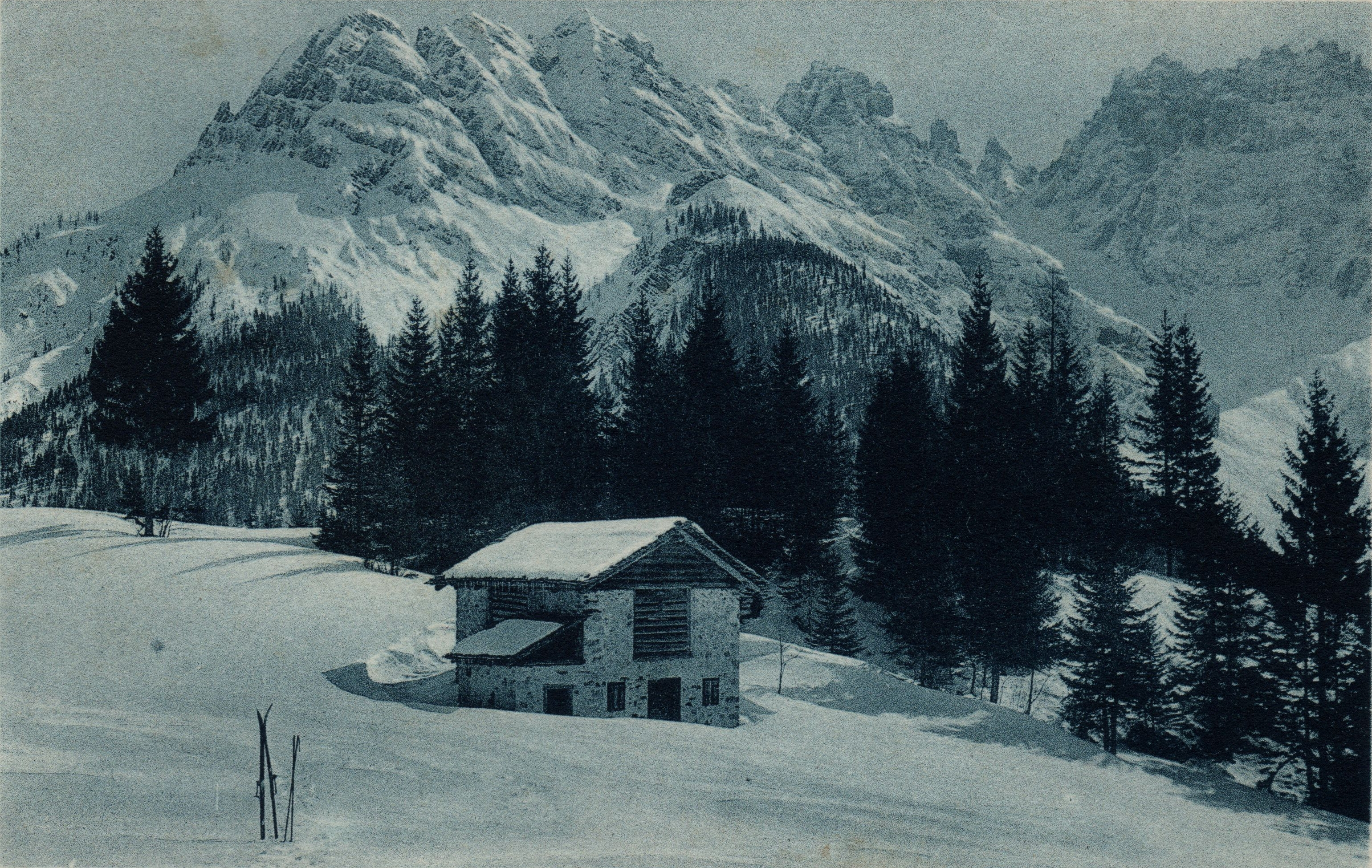
Gruppo del Cridola 1937
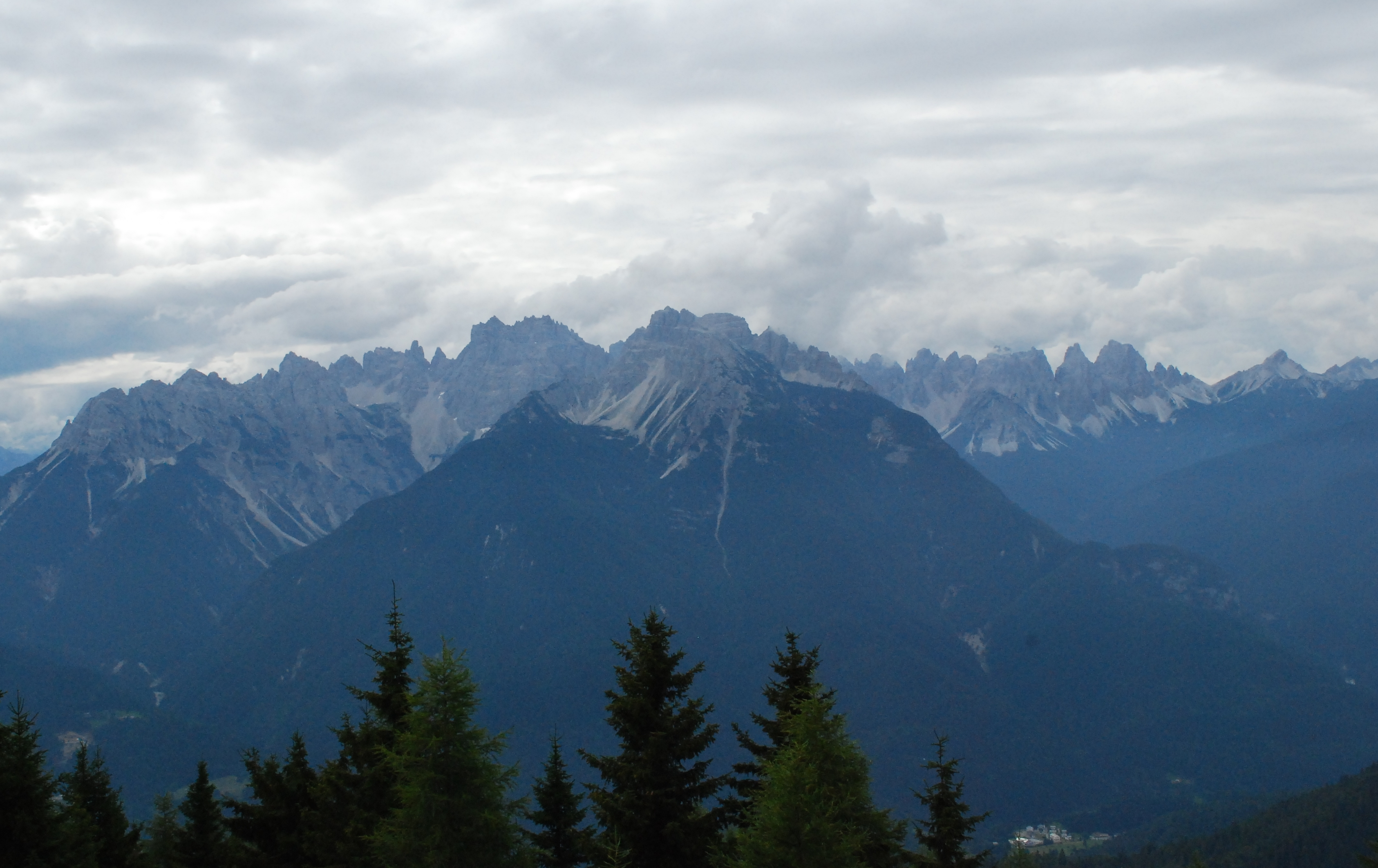
Gruppo del Cridola con Montanel e Spalti di Toro
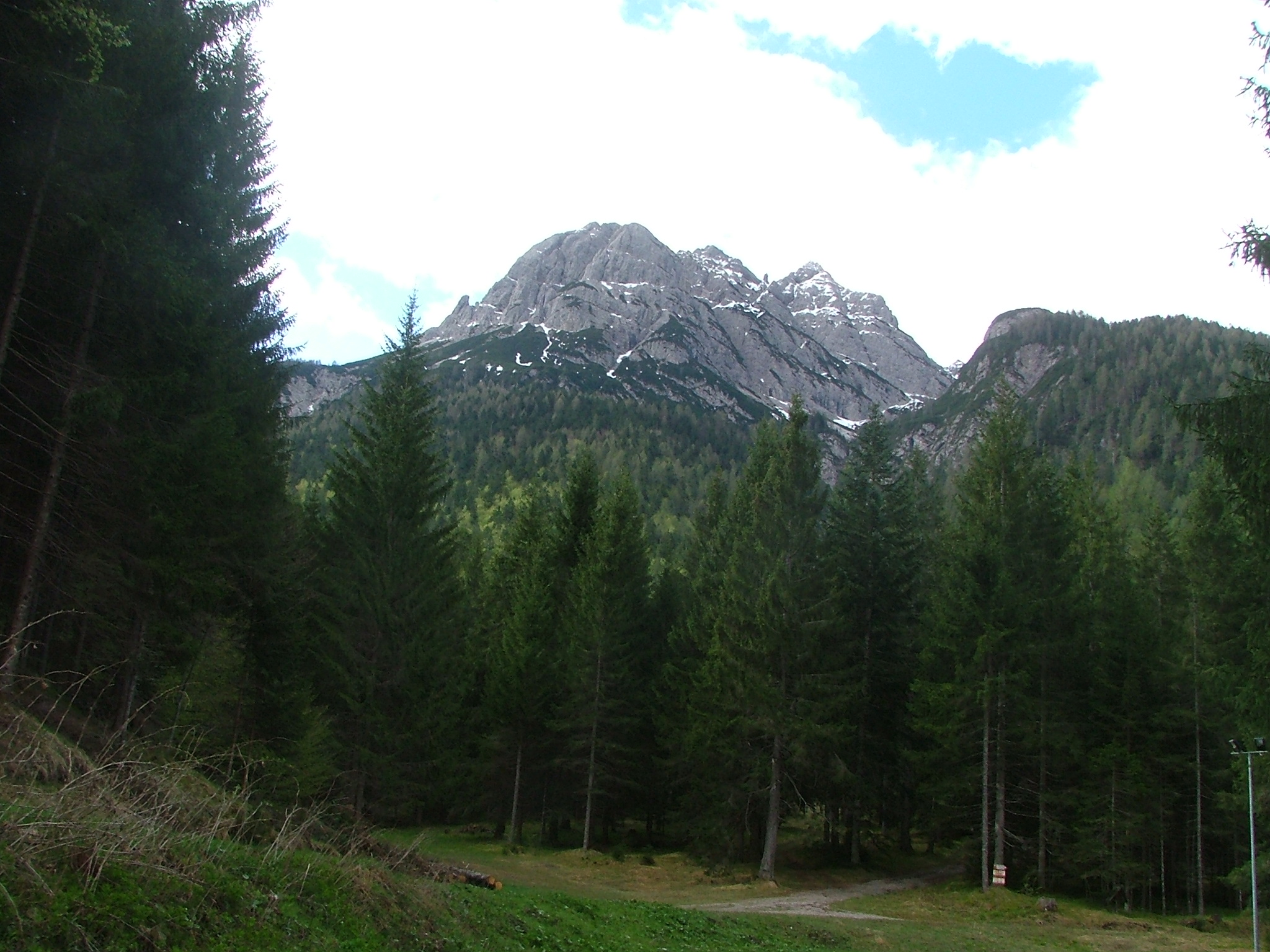
Monte Miaron appartenente al Gruppo del Cridola
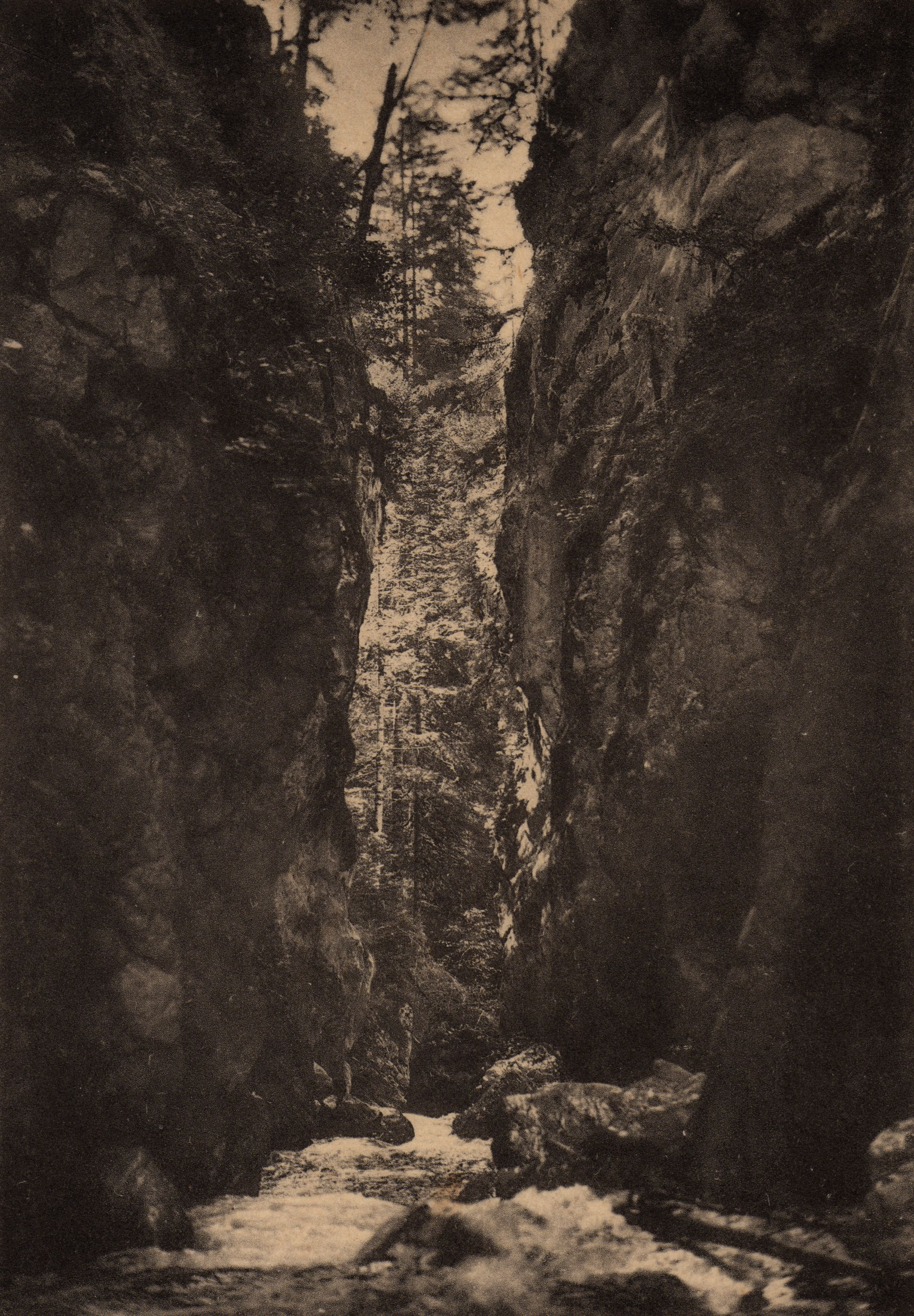
Forra sul torrente Cridola 1938
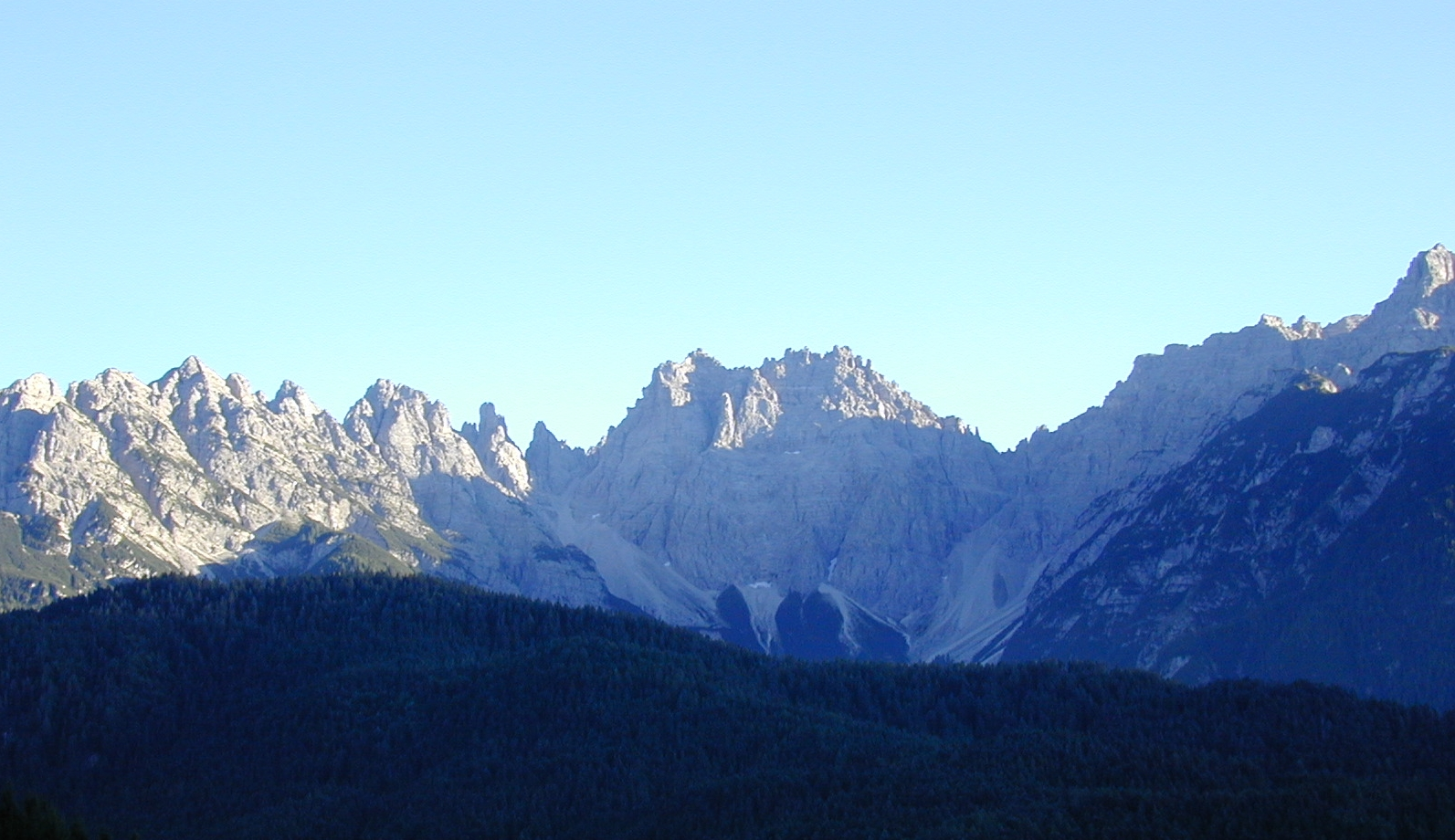
Monte Cridola visto dall'Oltrepiave